# CUSIP
CUSIP – dziewięcioznakowy, alfanumeryczny kod identyfikacyjny amerykańskich papierów wartościowych stosowany w USA i Kanadzie. Służy on głównie do rozliczania transakcji papierami wartościowymi. 
System CUSIP (CUSIP Global Services - CGS) jest własnością Amerykańskiego Stowarzyszenia Bankowców i jest zarządzany przez S&P Global Market Intelligence. 
Akronim CUSIP pochodzi od The Committee on Uniform Security Identification Procedures (pol. Komitet ds. Jednolitych Procedur Identyfikacji Papierów Wartościowych), komitetu założonego w 1964 r. w ramach Amerykańskiego Stowarzyszenia Bankowców w celu zwiększenia efektywności działania systemu finansowego poprzez opracowanie standardu identyfikacji papierów wartościowych. Cztery lata później zaczął działać system CUSIP, powstało CUSIP Service Bureau (CSB, obecnie CGS), które powierzyło zarządzanie systemem S&P Global Ratings. Systematycznie, przez kolejne lata system CUSIP był przyjmowany do opisu kolejnych rodzajów instrumentów finansowych w USA i Kanadzie.
CUSIP jest nadawany korporacyjnym, samorządowym, rządowym oraz międzynarodowym papierom wartościowym, akcjom oraz obligacjom, IPO, funduszom, certyfikatom depozytowym (CD), derywatom, kredytom konsorcjalnym oraz amerykańskim i kanadyjskim opcjom. W 2017 r. numer identyfikacyjny CUSIP miało nadane ok. 14 milionów instrumentów finansowych. 